# Les Clark
Leslie James "Les" Clark (* 17. November 1907 in Ogden (Utah); † 12. September 1979 in Santa Barbara (Kalifornien)) war ein amerikanischer Animator.

## Leben und Wirken
Direkt nach seinem Schulabschluss an der Venice High School in Los Angeles im Jahr 1927 begann Les Clark für die Walt Disney Company zu arbeiten. Zuerst war er in der „Ink and Paint“-Abteilung beschäftigt, in der bei der damaligen Zeichentrickfilmproduktion die von den Zeichnern entwickelten Figuren auf Folien übertragen und eingefärbt wurden. 1929 bekam er bei der Produktion von Tanz der Skelette, der ersten Folge der Silly-Symphonies-Reihe, seinen ersten Auftrag als Animator. Sein Spezialgebiet war die Animation von Micky Maus. Herausragend ist hierbei insbesondere seine Arbeit für die Episode „Der Zauberlehrling“ im Film Fantasia.
Insgesamt wirkte Les Clark an knapp 20 abendfüllenden Filmen (darunter Hübsch, jung und verliebt) und mehr als 100 Kurzfilmen mit. Er war einer von Disney’s Nine Old Men und wurde 1989 posthum als eine der Disney Legends geehrt. 1992 wurden seine Verdienste um den Animationsfilm mit dem Winsor McCay Award der Asifa gewürdigt.